# Luís Thomar
Luís Cunha, mais conhecido pelo seu nome artístico Luís Thomar (Tomar, 21 de junho de 1954 – Lisboa, 21 de julho de 2019), foi um ator português.

## Biografia

### Nascimento
Nasceu em 21 de julho de 1954, em Tomar.[carece de fontes?]

### Carreira artística
Deslocou-se da sua terra natal para a cidade de Lisboa, para fazer carreira como ator, tendo nessa altura começado a utilizar o nome artístico de Luís Thomar. Fez parte da companhia de teatro A Barraca entre 1986 e 2010, onde trabalhou como ator, aderecista e figurinista. Em 2003 participou na peça A profissão da Sra. Warren no Cinearte.
Também trabalhou como ator para a televisão, tendo participado na série Residencial Tejo. Em 2005, colaborou num dos episódios da série infantil Uma Aventura, que foi filmado em Tomar. Naquela cidade, fez parte do grupo de teatro Fatias de Cá e colaborou nos festejos do Carnaval, sendo responsável pela preparação dos figurinos e dos adereços.

### Falecimento e homenagens
Morreu a 21 de julho de 2019, no Hospital de Santa Maria, em Lisboa, devido a uma bactéria multirresistente, tendo sido por diversas vezes internado nos últimos meses de vida. Casou duas vezes, tendo tido três filhos do primeiro casamento e um quarto do segundo.
Foi homenageado pela atriz Maria do Céu Guerra, protagonista da série Residencial Tejo.

## Filmografia
- Auto da Índia (1989)
- Crime à Portuguesa (1989)
- Planeta Faz de Conta (1991)
- Vozes de Abril (2008)
- Uma Aventura (2005)
- Residencial Tejo (1999-2002)